# Трактир Петра Милле
Трактир Петра Милле существовал на территории Васильевского острова и был одним из первых заведений общественного питания в Санкт-Петербурге и вторым (после Австерии) трактиром. В 1719 году именным Петра I указом царя иноземцу Петру Миле было объявлено о позволении построить на Васильевском острове трактир. В этот временной период Пётр пытался сформировать Васильевский остров, как центр города, торговую и промышленную часть.
Пётр хотел поставить на острове приличное заведение, где на европейский манер подавались бы кушания и напитки. Заведение по задумке царя не должно было уступать таковым в европейских городах. В нём должны были обедать иностранные купцы и местные чиновники. Пётр Милле обязался на территории в 20 саженей (42,6 кв метров) построить каменный дом в течение четырёх лет. В это время он мог торговать в деревянных помещениях.
В тот момент Милле был единственным человеком, которому дозволялось заниматься трактирной торговлей, также Милле обязывался покупать только у русских производителей табак, водку и вино. Алкоголь дозволялось продавать чарками, продавать вёдра и бочки запрещалось. Дальнейшая судьба трактира неизвестна.